# Untersteinach
Untersteinach este o comună din districtul Kulmbach, regiunea administrativă Franconia Superioară, landul Bavaria, Germania.

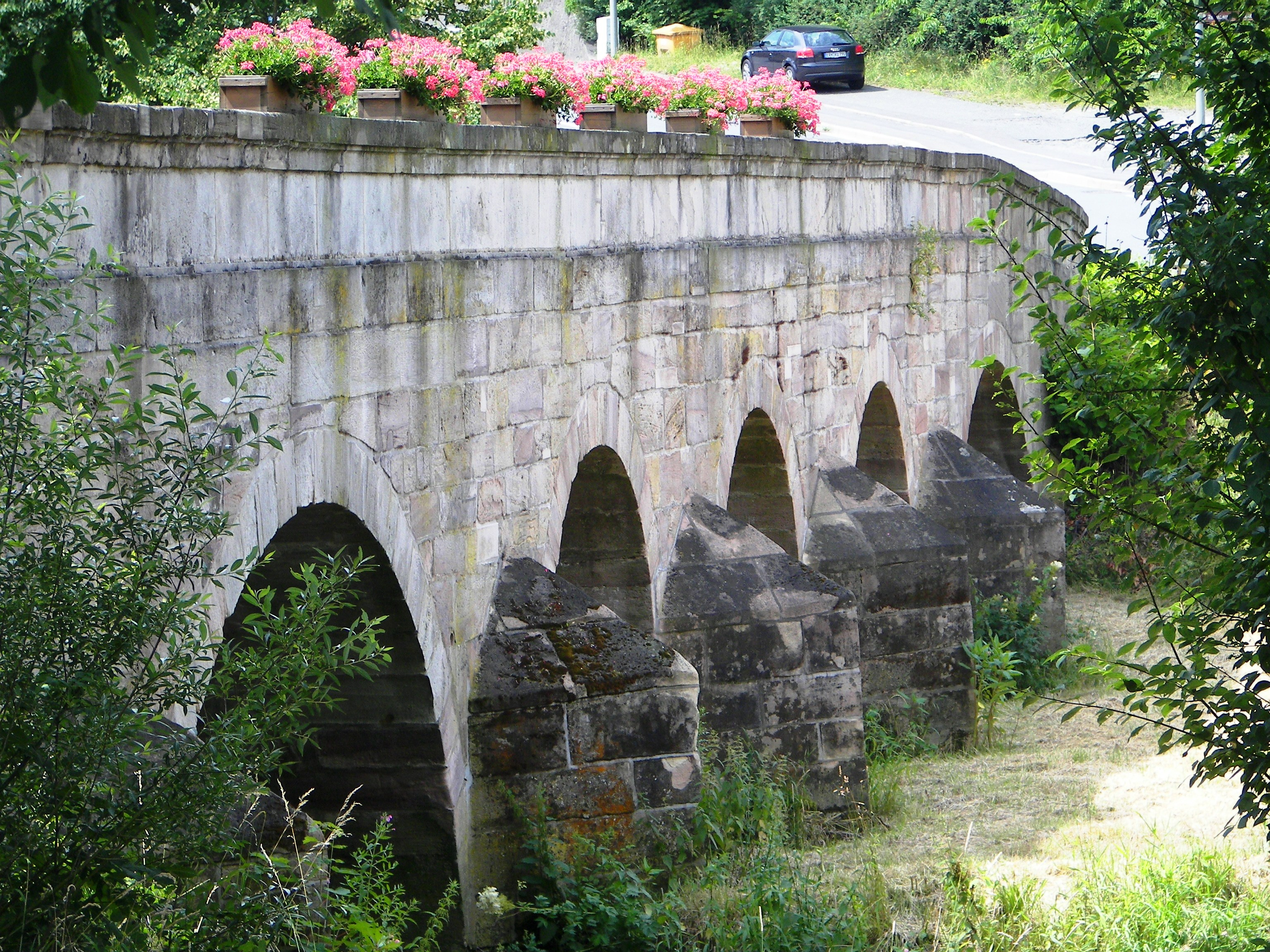
Untersteinach
(vechiul pod peste râul Steinach)